# Esengoides crenulatus
Esengoides crenulatus är en stekelart som beskrevs av Donald L.J. Quicke 1989. Esengoides crenulatus ingår i släktet Esengoides och familjen bracksteklar. Inga underarter finns listade i Catalogue of Life.